# Lobo (película de 1994)
Lobo (en inglés: Wolf) es una película de terror de 1994, dirigida por Mike Nichols y protagonizada por Jack Nicholson, Michelle Pfeiffer, James Spader y Christopher Plummer. Ganó un premio Saturn al mejor guion.

## Argumento
Tras un viaje de negocios, Will Randall (Jack Nicholson) vuelve a su casa en coche, por un camino nevado, en una noche de luna llena. De repente Will atropella a un animal. Al salir del coche ve que es un lobo y que parece que está muerto. Al acercarse al animal, lo toma de las patas delanteras y arrastra con la intención de subirlo al coche pero no logra su objetivo, el lobo se enoja con la víctima que es Will y de pronto le muerde la mano y el animal logra escapar. Will vuelve a meterse en el coche y continúa su viaje. Ya en la ciudad, Will empieza a notar extraños cambios en su cuerpo y empieza a adoptar una actitud extraña.
Will tiene problemas en el trabajo como editor en jefe de una revista de información económica y política, su ayudante presiona al jefe de la revista CEO fundador, para obtener su puesto, pero él con estos nuevos cambios de personalidad ahora es una persona muy relajada, valiente, con firmeza, decisión y carisma, puede ver mejor, ya no necesita lentes, sus sentidos son más agudos y dice sentirse más joven.
Es degradado del editor en jefe de una editorial cuando el magnate Raymond Alden lo reemplaza con el protegido de Will Stewart Swinton. Will descubre que Swinton le había rogado a Alden el trabajo a espaldas de Will y sospecha que Swinton está teniendo una aventura con su esposa Charlotte, después de que huele el aroma de Stewart en su ropa. Will muerde a Stewart en la mano mientras entra a su apartamento y corre a la habitación para encontrar a Charlotte semidesnuda, sus sospechas se confirman y se va sin decir una palabra. Will se vuelve más agresivo cuando comienza a asumir las características de un lobo.
Con la ayuda de la testaruda hija de Alden, Laura, que conoce en la reunión en su casa, Will emprende su nueva vida, su primera transformación de hombre lobo tiene lugar en la finca de Laura, donde se despierta por la noche y caza un ciervo. Por la mañana, Will se encuentra en la orilla de un arroyo, con sangre en la cara y las manos. Visita al Dr. Vijav Alezais, quien le da un amuleto para evitar que se convierta por completo en un lobo. Sin embargo, no puede persuadir a Will para que lo infecte porque quiere sentirse más joven. Esa noche, Will se transforma de nuevo en un hombre lobo, irrumpe en el zoológico y le roba las esposas a un policía. Los asaltantes quieren su billetera, pero Will ataca y muerde los dedos de uno de ellos. Se despierta en su hotel, sin recordar lo que sucedió.
Will ahora convertido en una persona con mucho liderazgo, organiza un motín de escritores, que amenazan con abandonar la editorial a menos que sea contratado como editor en jefe. Alden acepta y el primer acto de Will es despedir a Stewart, orinando en sus zapatos en un baño y alegando que está "marcando su territorio". Al llegar por la tarde a su hotel donde se aloja, su exmujer Charlotte le dice a Will que quiere volver con el mientras que él le rechaza su petición alegando que ahora le quiere más a él que a Stewart por haberse quedado el puesto de editor jefe, Laura mientras tanto se encuentra en el descansillo del hotel esperando a Will y se da cuenta de la situación. Mientras se lava las manos, Will encuentra los dedos en su pañuelo y se da cuenta de que ha herido a alguien. Entonces él muy perturbado, decide sujetarse a un radiador en su habitación de hotel, pero Laura llega y minimiza su creencia de que es un hombre lobo. A la mañana siguiente, el detective Bridger llama a la puerta de Will para informarle que Charlotte fue encontrada muerta en Central Park con ADN canino en ella. Will se pregunta si él asesinó a Charlotte, pero no sabe que su ayudante Stewart la mató.
Creyendo que Will es un asesino, Laura va a la estación de policía. Allí se encuentra con Stewart, quien le hace un pase de animal mientras luce rasgos de hombre lobo cada vez más obvios. Laura se apresura, convencida ahora del peligro de un hombre lobo, haciendo arreglos para que ella y Will abandonen el país. Después de matar a dos guardias en la finca, Stewart acorrala a Laura en el granero con la intención de violarla, pero Will interviene y los dos pelean; Al final, Stewart es asesinado a tiros por Laura. Todavía en un estado medio humano, Will tiene un breve momento con Laura y luego se encuentra con el bosque.
Minutos después, Laura misma muestra sentidos intensos cuando llega la policía, diciéndole a Bridger que puede oler el vodka en su aliento. La escena final es un primer plano de sus ojos convirtiéndose en ojos de lobo dorado, insinuando que ella misma se ha transformado en un hombre lobo, una mujer loba, y de Will finalmente convirtiéndose en un hombre lobo completo, presumiblemente por la eternidad.

## Lanzamientos internacionales
| País                                                                          | Fecha de estreno                   |
| ----------------------------------------------------------------------------- | ---------------------------------- |
| Alemania                                                                      | Jueves 15 de septiembre de 1994    |
| Argentina                                                                     | Jueves 4 de agosto de 1994         |
| Australia                                                                     | Jueves 22 de septiembre de 1994    |
| Austria                                                                       | Viernes 16 de septiembre de 1994   |
| Bélgica                                                                       | Miércoles 21 de septiembre de 1994 |
| Belice · Costa Rica · El Salvador · Guatemala · Honduras · Nicaragua · Panamá | Viernes 26 de agosto de 1994       |
| Bolivia                                                                       | Martes 6 de septiembre de 1994     |
| Brasil                                                                        | Viernes 29 de julio de 1994        |
| Bulgaria                                                                      | Viernes 21 de octubre de 1994      |
| Chile                                                                         | Jueves 11 de agosto de 1994        |
| Colombia                                                                      | Jueves 1 de septiembre de 1994     |
| Corea del Sur                                                                 | Sábado 23 de julio de 1994         |
| Croacia                                                                       | Jueves 3 de noviembre de 1994      |
| Dinamarca                                                                     | Viernes 16 de septiembre de 1994   |
| Ecuador                                                                       | Miércoles 31 de agosto de 1994     |
| Egipto                                                                        | Lunes 28 de noviembre de 1994      |
| Eslovenia                                                                     | Jueves 29 de septiembre de 1994    |
| España                                                                        | Viernes 30 de septiembre de 1994   |
| Estados Unidos · Canadá                                                       | Viernes 17 de junio de 1994        |
| Filipinas                                                                     | Miércoles 14 de septiembre de 1994 |
| Finlandia                                                                     | Viernes 2 de septiembre de 1994    |
| Francia                                                                       | Miércoles 14 de septiembre de 1994 |

| País                         | Fecha de estreno                  |
| ---------------------------- | --------------------------------- |
| Grecia                       | Viernes 30 de septiembre de 1994  |
| Hong Kong                    | Jueves 6 de octubre de 1994       |
| Hungría                      | Jueves 15 de septiembre de 1994   |
| India                        | Viernes 3 de marzo de 1995        |
| Indonesia                    | Martes 27 de septiembre de 1994   |
| Israel                       | Viernes 7 de octubre de 1994      |
| Italia                       | Viernes 16 de septiembre de 1994  |
| Jamaica                      | Miércoles 23 de noviembre de 1994 |
| Japón                        | Sábado 24 de septiembre de 1994   |
| Líbano                       | Viernes 4 de noviembre de 1994    |
| Malasia                      | Jueves 8 de diciembre de 1994     |
| México                       | Viernes 29 de julio de 1994       |
| Noruega                      | Viernes 7 de octubre de 1994      |
| Nueva Zelanda                | Viernes 30 de septiembre de 1994  |
| Países Bajos                 | Jueves 1 de septiembre de 1994    |
| Perú                         | Viernes 26 de agosto de 1994      |
| Polonia                      | Viernes 30 de septiembre de 1994  |
| Portugal                     | Viernes 23 de septiembre de 1994  |
| Reino Unido Irlanda          | Viernes 26 de agosto de 1994      |
| República Checa · Eslovaquia | Jueves 29 de septiembre de 1994   |
| República Dominicana         | Jueves 25 de agosto de 1994       |
| Rumania                      | Viernes 11 de noviembre de 1994   |
| Singapur                     | Jueves 22 de septiembre de 1994   |
| Sudáfrica                    | Viernes 23 de septiembre de 1994  |
| Suecia                       | Viernes 30 de septiembre de 1994  |
| Suiza                        | Viernes 16 de septiembre de 1994  |
| Tailandia                    | Viernes 16 de septiembre de 1994  |
| Taiwán                       | Sábado 3 de septiembre de 1994    |
| Turquía                      | Viernes 23 de septiembre de 1994  |
| Uruguay                      | Viernes 9 de septiembre de 1994   |
| Venezuela                    | Miércoles 17 de agosto de 1994    |